# Henry Earn
Sir Henry Earn (ou Henry d'Enne, Henry Emme, Henry Eam) (? - entre maio de 1358 e abril de 1360) foi um cavaleiro inglês, em 1348 ele foi um dos cavaleiros fundadores, o vigésimo terceiro Cavaleiro da Ordem da Jarreteira.
Foi feito cavaleiro pelo príncipe de Gales, pelo que ganharia cem marcas por toda a vida, devidos a partir do feudo de Bradenash, no condado de Devon. Henry foi confiado pelo príncipe Eduardo com a missão em Brabante.

## Referência
- «The Medieval Combat Society» (em inglês)